# Campechuela
Campechuela è un comune di Cuba, situato nella provincia di Granma.